# Viaggio apostolico di Francesco in Colombia 2017
Nel suo XX Viaggio apostolico, Papa Francesco si è recato in Colombia, dal 6 all'11 settembre, per sostenere il processo di riconciliazione e di pace tra il governo colombiano e le forze armate militari del Paese (FARC).
Si tratta della terza visita compiuta da un Pontefice in questo stato dopo quelle di Paolo VI nel 1968 e di Giovanni Paolo II nel 1986.
Durante questa visita, il Papa ha beatificato a Villavicencio due religiosi, uccisi durante il conflitto armato colombiano: Jesús Emilio Jaramillo Monsalve, vescovo di Arauca e Pedro María Ramírez Ramos, sacerdote.
Si tratta del ventesimo viaggio apostolico di Papa Francesco.

## Viaggio
Il Papa è partito nella tarda mattinata del 6 settembre; nel lasciare l'Italia e sorvolare Francia, Spagna, Azzorre (Portogallo), Porto Rico (Stati Uniti), Barbados, Grenada e Venezuela il Papa ha fatto pervenire dei telegrammi ai rispettivi capi di stato.
Arrivato all'aeroporto di Bogotà il Santo Padre è stato accolto dal Presidente della Repubblica e da migliaia di fedeli, recandosi in Nunziatura Apostolica, dove ha risieduto in questi giorni, all'esterno della quale ha salutato i fedeli che ivi si erano raccolti.

### 7 settembre
In mattinata papa Francesco si è recato al Palazzo Presidenziale Casa de Nariño, per l'incontro con le autorità della Repubblica, dove è stato accolto dal Presidente della Colombia, premio Nobel per a pace, Juan Manuel Santos. Dopo gli onori militari e gli inni nazionali il Papa ed il Presidente sono entrati nella Plaza de Armas, dove si trovavano le autorità con il corpo diplomatico e i rappresentanti della società civile; dopo il discorso del Presidente della Repubblica è intervenuto il Santo Padre. Al termine ha avuto luogo la visita di cortesia del Papa al Presidente nel salone protocollare del Palazzo che si è conclusa con la presentazione delle rispettive delegazioni e dei familiari, lo scambio dei doni e la firma del libro d'onore.
Al termine della visita di cortesia il Santo Padre ha compiuto un giro in Piazza Bolivar e, dopo aver ricevuto le Chiavi della città da parte del Sindaco, si è recato nella Cattedrale di Bogotà sul cui altare era stato collocato in via del tutto speciale l'effige di Nostra Signora di Chiquinquirá. Nella Capilla del Sagrario della Cattedrale il Papa ha salutato brevemente gli organizzatori del viaggio apostolico, quindi si è recato al Palazzo Cardinalizio dal cui balcone ha salutato e benedetto le migliaia di persone raccolti in Piazza Bolivar.
Dopo aver salutato i due vescovi ausiliari di Bogotà Pedro Manuel Salamanca Mantilla e Luis Manuel Alí Herrera e i Vicari Episcopali il Santo Padre ha incontrato, in un salone del Palazzo Cardinalizio, i Vescovi della Colombia accolto dal Cardinale Arcivescovo di Bogotà Rubén Salazar Gómez e dal Presidente della Conferenza Episcopale Arcivescovo di Villavicencio Óscar Urbina Ortega.
Nel pomeriggio il Papa ha incontrato nella Nunziatura Apostolica 62 membri del Comitato Direttivo del CELAM (Conferenza dell'Episcopato Latinoamericano); dopo l'intervento del Presidente del CELAM, il Cardinale Rubén Salazar Gómez, è intervenuto il Papa.
Dopo l'incontro con il Comitato Direttivo del CELAM il Pontefice si è recato nel Parco Simon Bolivar, dove, dopo un ampio giro fra la folla, ha celebrato la Santa Messa votiva per la pace e la giustizia alla presenza di oltre un milione di persone, nel corso della quale ha rivolto ai presenti la sua Omelia utilizzando paramenti che riportavano simboli degli abiti tradizionali colombiani. Al termine della celebrazione eucaristica il Papa ha fatto ritorno alla Nunziatura, salutando all'esterno i fedeli presenti, in particolar modo disabili, anziani e bambini.

### 8 settembre
In mattinata il Papa si è trasferito a Villavicencio; prima di partire, all'aeroporto, ha salutato un gruppo di reduci e militari alla presenza dell'Ordinario Militare di Colombia Fabio Suescún Mutis. Arrivato alla base aerea Luis Gómez Niño-Apiay il Papa è stato accolto dall'Arcivescovo Óscar Urbina Ortega, dal Governatore e dal Sindaco. Quindi, recatosi al Terreno di Catama, ha celebrato la Santa Messa nella memoria liturgica della Natività della Beata Vergine Maria con la Beatificazione di Jesús Emilio Jaramillo Monsalve, Vescovo di Arauca, e Pedro María Ramírez Ramos, sacerdote. Al termine della celebrazione il Papa ha espresso vicinanza al Messico, colpito dall'uragano Irma ed ha incontrato le vittime dell'alluvione di Mocoa.
Nel pomeriggio ha avuto luogo il grande incontro per la riconciliazione nazionale al Parco Las Malocas di Villavicencio, alla presenza delle vittime e dei militari. L'incontro ha avuto inizio con la lettura del Salmo 85, seguito da delle testimonianze. Al termine dell'incontro il Papa si è trasferito al Parco de los Fundadores per sostare davanti alla Croce della Riconciliazione che riporta il numero dei morti della guerra civile che ha colpito la Colombia, presso cui il Papa ha piantato un albero, alla presenza del Presidente della Repubblica ed un gruppo di indigeni e bambini. Al termine il Papa ha fatto ritorno alla Nunziatura Apostolica di Bogotà, all'esterno di cui ha salutato vittime ed ex-guerriglieri presenti.

### 9 settembre
In mattinata il Papa ha lasciato Bogotà per recarsi a Medellín; arrivato all'aeroporto di Rionegro dove è stato accolto dal Vescovo e dal Sindaco, quindi in elicottero si è trasferito a Medellìn, dove è stato accolto dall'Arcivescovo, dal Governatore e dal Sindaco. Quindi ha celebrato la Santa Messa nella memoria liturgia di San Pietro Claver nell'aeroporto Enrique Olaya Herrera; sull'altare era esposta l'effige della Patrona della Città, la Vergine de la Candelaria. Al termine della celebrazione il Papa è stato salutato dall'Arcivescovo Ricardo Antonio Tobón Restrepo, quindi si è recato al Seminario Conciliar, dove ha pranzato.
Nel pomeriggio il Papa si recato ad una casa famiglia che accoglie bambini disagiati, l'Hogar San José. Nel cortile centrale della casa il Papa ha incontrato circa 300 bambini ospiti della casa dove ha ascoltato la testimonianza di una bambina. Al termine il Papa si trasferito al centro eventi La Macarena, dove ha incontrato sacerdoti, religiosi, religiose e seminaristi dell'arcidiocesi; dopo l'intervento del vescovo ausiliare di Medellìn Elkin Fernando Álvarez Botero e tre testimonianze è intervenuto il Pontefice. Al termine dell'incontro il Papa ha fatto ritorno a Bogotà, dove, all'esterno della Nunziatura, ha salutato i fedeli presenti, in particolare sposi novelli e coppie che festeggiavano il 25º ed il 50º anniversario del loro matrimonio.